# Store Snap Sø
Store Snap Sø (dansk) eller Großer Schnaaper See (tysk) er en cirka 16,6 hektar stor sø beliggende få hundrede meter nordvest for Vindeby Nor ved byen Egernførde (Egernfjord) i bunden af halvøen Svansø i Sydslesvig. I administrativ henseende hører søen under Egernførde kommune i den nordtyske delstat Slesvig-Holsten, dens bredder grænser til Vindeby og Gammelby kommuner. I den danske periode hørte søen under Borreby Sogn i Risby Herred (Svans godsdistrikt, Egernførde Herred) i Hertugdømmet Slesvig.
Store Snap Sø har udløb via Snap Å i Lille Snap Sø og derfra i Vindeby Nor, som løber til Egernførde Bugt (Egernfjord). Søens dybeste sted er 20 meter. Ved dens bred er der et lille badested. Søen er navngivet efter Snap Gods. Sammen med Vindeby Nor og Østervolden udgør søen halvøen Svansøs grænse mod syd. Der er en række søer i nærheden som Vindeby Nor, Birkesø, Bulsø, Kolsø og Langsø, som danner en kæde af søer mellem Egernjord og Slien.
Snap og Snap Sø blev flere gang nævnt i den danske generalstabs beretninger om Treårskrigen i 1848-1850 (Den dansk-tydske Krig i Aarene 1848-50) .